# 马尔略
马尔略（法語：Marlieux，法語發音：[maʁljø] ⓘ）是法国东部安省的一个市镇，属于布雷斯地区布尔格区。

## 地理
马尔略（46°3'53"N, 5°4'22"E）面积16.85 平方千米，位于法国奥弗涅-罗讷-阿尔卑斯大区安省，该省份为法国东部省份，北起汝拉省，西北接索恩-卢瓦尔省，西接罗讷省和里昂大都会，南至伊泽尔省，东与萨瓦省、上萨瓦省和瑞士接壤。
与马尔略接壤的市镇（或旧市镇、城区）包括：拉沙佩勒-迪沙特拉尔、勒普朗泰、勒农河畔圣日耳曼、圣尼济耶勒代塞尔、圣保罗德瓦拉克斯、维拉尔莱栋布。

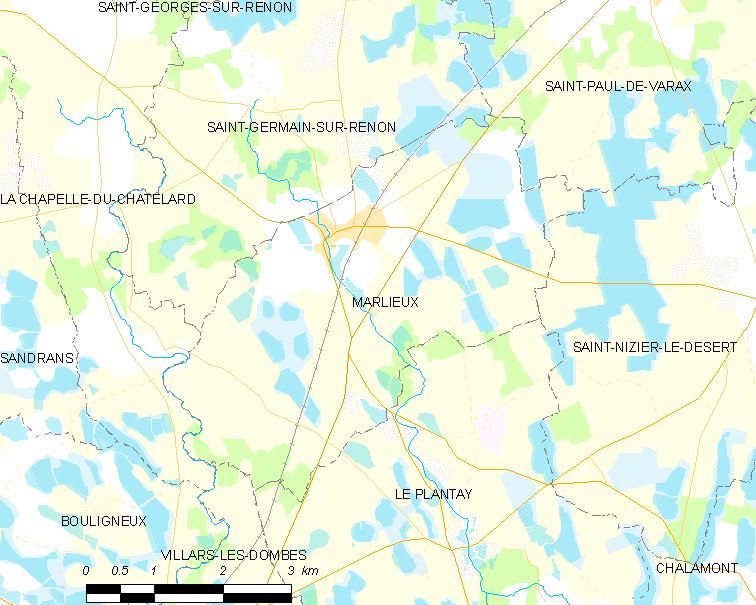
马尔略的OSM定位图

马尔略的时区为UTC+01:00、UTC+02:00（夏令时）。

## 行政
马尔略的邮政编码为01240，INSEE市镇编码为01235。

## 政治
马尔略所属的省级选区为沙拉罗讷河畔沙蒂永县。

## 人口

1962-2008年间马尔略人口变化图示

马尔略于2022年1月1日时的人口数量为1186人。